# CO₂ equivalente
El equivalente de CO2 o equivalente de dióxido de carbono  (CO2eq o carbon dioxide equivalent, en inglés), es una medida en toneladas de la huella de carbono. Huella de carbono es el nombre dado a la totalidad de la emisión de gases de efecto invernadero.
La masa de los gases emitidos es medida por su equivalencia en CO2 (dióxido de carbono).
El CO2 es el más conocido y es también la referencia del resto de los gases de efecto invernadero, a los que se considera  causantes del calentamiento del planeta. Como unidad se utiliza tCO2eq que supone un volumen de emisión de gas de efecto invernadero equivalente a una tonelada de CO2)

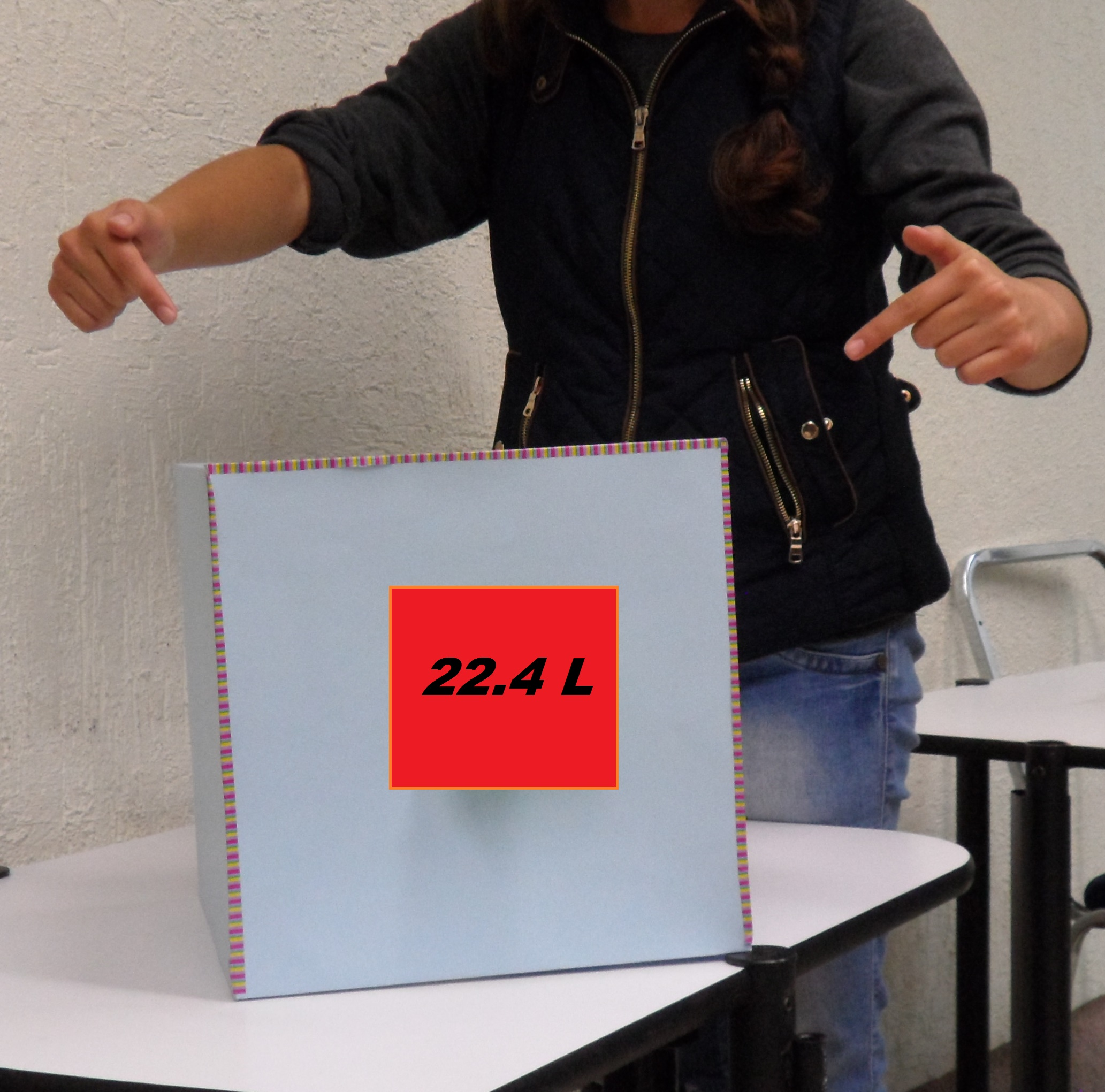
Volumen que ocupa 1 mol de gas

El peso molecular del dióxido de carbono es de 44 gramos por mol. En una tonelada de CO2 hay 22.727 moles y 1 mol es igual a 22,4 litros. Así pues, una tonelada de CO2 ocupará unos 510 m³. Lo que correspondería al volumen de un cubo de 8 metros por cada lado.
Se ha calculado que la emisión de gases efecto invernadero de la India al año supone 1 tCO2eq per cápita, la de Europa 10 tCO2eq y un estadounidense más de 20 tCO2eq per cápita.

## Cálculo de CO2eq
Los gases de efecto invernadero distintos del dióxido de carbono (metano, óxido nitroso, hidrofluorocarburos, etc.) son convertidos a su valor equivalente en dióxido de carbono,  multiplicando la masa del gas en cuestión por su Potencial de calentamiento global (GWP).

{\displaystyle {\text{CO2eq}}={\text{masa}}\;{\text{del}}\;{\text{gas}}\;\times {\text{potencial}}\;{\text{de}}\;{\text{calentamiento}}\;{\text{global}}\;}

Las emisiones de metano, se miden en Kilotoneladas de equivalente de CO2; (una kt es igual a 1000 toneladas).
El metano es un gas con efecto invernadero potente que contribuye al calentamiento global del planeta Tierra, ya que tiene un potencial de calentamiento global (GWP) de 28.
| CH4 (Metano) GWP | vida media | año cálculo | GWP 20años | GWP 100años |
| ---------------- | ---------- | ----------- | ---------- | ----------- |
| *                | 12.4 años  | 1995        | 84         | 25          |
| *                | 12.4 años  | 2013        | 84         | 28          |

Esto significa que en una media de tiempo de 100 años, cada kg de CH4 calienta el planeta Tierra 28 veces más que la misma masa de CO2.

{\displaystyle {\text{CO2eq}}\;{\text{metano}}={\text{masa}}\;{\text{del}}\;{\text{gas}}\;\times {\text{28}}\;}

Se elige el CO2 como el equivalente al total de los gases de efecto invernadero porque, a pesar de tener un potencial de calentamiento mucho menor que el de otros gases, como el metano o los óxidos nitrosos, es el que más crecimiento ha experimentado en la atmósfera terrestre y el más abundante en porcentaje de todos ellos.
Dicha medida de CO2 equivalente es usada para calcular la Huella de Carbono de un individuo, producto, actividad o servicio. De esta manera se puede cuantificar un impacto ambiental atendiendo a la categoría de calentamiento global provocado por la emisión de gases de efecto invernadero.